# Lyciella decipiens
Lyciella decipiens är en tvåvingeart som först beskrevs av Friedrich Hermann Loew 1847.  Lyciella decipiens ingår i släktet Lyciella, och familjen lövflugor. Arten är reproducerande i Sverige.